# Ricbert
Ricbert (auch Ricberht, Ricberctus) war von 627/628 bis 630/631 König des angelsächsischen Königreichs East Anglia.

## Leben
Ricberts Herkunft ist unbekannt, doch gehörte er sicherlich zur Oberschicht East Anglias, wenn nicht sogar zur königlichen Dynastie der Wuffinger.
Edwin von Northumbria war zum Bretwalda (Großkönig) aufgestiegen und „überredete“ den ostanglischen König Eorpwald um 627 vom „Aberglauben der Götzenbilder“ (idolorum superstitionibus) abzulassen und für sich und sein ganzes Land das Christentum anzunehmen. Mit der Bekehrung East Anglias verfolgte Edwin sicher auch politische Ziele: Sein Einfluss auf East Anglia, gestützt auf northumbrische Geistliche, wuchs erheblich an und stärkte seine hegemoniale Macht. Der Glaubenswechsel war aber offenbar nur oberflächlich und dem Wunsch des Bretwalda geschuldet. Es wurden keine Hinweise für den Aufbau kirchlicher Infrastruktur, wie z. B. die Errichtung eines Bistums, überliefert.
Im Jahr 627/628 erschlug der „Heide“ (vir gentilis) Ricbert König Eorpwald. East Anglia fiel ins Heidentum zurück. Inwieweit diese Tat religiös oder politisch motiviert war, blieb unklar. Es ist unsicher, aber wahrscheinlich, dass Ricbert danach drei Jahre lang regierte. Das Nichteingreifen des mächtigen Edwin nach der Ermordung Eorpwalds deuten darauf hin, dass Ricbert durch die antinorthumbrische Stimmung in East Anglia großen Rückhalt hatte. Er wurde 630/631 von Sigebert, dem Halbbruder Eorpwalds, abgelöst.